# Limnichus sulcatulus
Limnichus sulcatulus är en skalbaggsart som beskrevs av Maurice Pic 1922. Limnichus sulcatulus ingår i släktet Limnichus och familjen lerstrandbaggar. Inga underarter finns listade i Catalogue of Life.